# Тадеуш Райхштайн
Тадеуш Райхштайн (пол. Tadeus Reichstein, 20 липня 1897, Влоцлавек — 1 серпня 1996, Базель) — швейцарський хімік та ботанік польсько-єврейського походження. В 1933 році працюючи у Цюриху синтезував вітамін C. Разом з Едвардом Кендаллом та Філіпом Генчем одержав Нобелівську премію з фізіології або медицини в 1950 році за роботу присвячену гормонам адренального комплексу, що завершилося ізоляцією кортизону.
Народився у Влоцлавеку та провів дитинство у Києві. Вчився у школі в Єні в Німеччині. Вивчав хімію у Вищій федеральній технічній школі Цюриха. За час свого життя був найстарішим Нобелівським лауреатом, і лише в 2008 році Рита Леві-Монтальчіні дожила до старшого віку.